# Belmore Falls
Belmore Falls – wodospad położony w Australii (Nowa Południowa Walia), w parku narodowym Morton, na rzece Barrengarry Creek, wysokości 160 metrów i średniej szerokości 9 metrów.